# Роккетта-Танаро
Роккетта-Танаро (італ. Rocchetta Tanaro, п'єм. Rochëtta Tane) — муніципалітет в Італії, у регіоні П'ємонт,  провінція Асті.
Роккетта-Танаро розташована на відстані близько 470 км на північний захід від Рима, 60 км на південний схід від Турина, 12 км на схід від Асті.
Населення — 1447 осіб (2014).
Щорічний фестиваль відбувається 15 серпня. Покровитель — Maria Santissima Assunta.

## Демографія
Населення за роками:

Станом на 1 січня 2023 року в муніципалітеті офіційно проживало 210 іноземців з 22 країн, серед них 75 громадян країн Євросоюзу та 2 громадяни України.

## Сусідні муніципалітети
- Бельвельйо
- Кастелло-ді-Анноне
- Черро-Танаро
- Кортільйоне
- Мазіо
- Момберчеллі
- Рокка-д'Араццо

## Міста-побратими
- Доннас, Італія (2002)